# Джефрі Льюїс
Дже́фрі Лью́їс (англ. Geoffrey Lewis; 31 липня 1935, Сан-Дієго, Каліфорнія, США — 7 квітня 2015, Лос-Анджелес, Каліфорнія, США) — американський характерний актор, який зіграв у фільмах більше ніж 200 ролей поруч з такими акторами як Роберт Редфорд та Клінт Іствуд. Батько акторки та співачки Джульєтти Льюїс.

## Біографія
Джефрі Льюїс народився в Сан-Дієго, Каліфорнія, у сім'ї Дональда Ерла Льюїса і Мері Джозефіни Льюїс і мав двох братів — Пітера Тода та Гровера. Зростав у штаті Род-Айленд, але у віці десяти років сім'я переїхала до Райтвуда в Каліфорнії. Під час навчання у середній школі він захоплювався драматичним мистецтвом, однак віддавав перевагу своїм одноосібним виступам і не брав участі у великих шкільних постановках. Його вчитель драми зауважив зростання його таланту і направив до театру в Плімуті штату Массачусетс. Згодом він з'явився в декількох постановках у Нью-Йорку.
Деякий час Льюїс подорожував, як по Сполучених Штатах, так і за кордоном. Потім знову повернувся до театру і зіграв свою першу незначну роль ковбоя у фільмі «Скотарська компанія Калпеппера» (The Culpepper Cattle Co., 1972), в головних ролях Біллі Буш і Бо Гопкінс. Потім він грав гангстера Гаррі Пірпонта в фільмі «Діллінджер» (Dillinger, 1973). Далі були фільми: «Мене звуть Ніхто» (італ. Il mio nome è Nessuno, 1973), сценарій Серджо Леоне, з Теренсом Гіллом і Генрі Фонда; «Блукач високогірних рівнин» (High Plains Drifter, 1973) Клінта Іствуда.
Брав участь у написанні сценарію та створенні серіалу «Кінець землі» (Land's End, 1995—1996), і у написанні сценарію до фільму «Brazilian Brawl» (2003).
Американський актор Джефрі Льюїс помер у окрузі Лос-Анджелеса Вудленд Гілс (Woodland Hills) (США) 7 квітня 2015 року в віці 79 років. Смерть актора настала внаслідок природних причин.

## Фільмографія
- 1973 — Блукач високогірних рівнин (High Plains Drifter) — Стейсі
- 1975 — Вітер і лев (The Wind and the Lion) — Самуель Гуммер
- 1976 — Повернення людини на ім'я Кінь (The Return of a Man Called Horse) — Зенас
- 1976 — Доля Салему (Salem's Lot) — Майк Раєрсон
- 1980 — Брама раю (Heaven's Gate) — Фред
- 1980 — Том Горн (Tom Horn) — Волтер Столл
- 1982 — Я, суд присяжних (I, the Jury) — Джо Батлер
- 1984 — Ніч комети (Night of the Comet) — доктор Картер
- 1985 — Пристрасть в пилу (Lust In The Dust) — Гард Кейс Вільямс
- 1989 — Танго і Кеш (Tango & Cash) — кап. Шредер (в титрах не вказаний)
- 1989 — Відчайдушний: Війна ізгоїв (Desperado: The Outlaw Wars) — Олівер Острув
- 1989 — Рожевий «Кадиллак» (Pink Cadillac) — Рікі Зед
- 1990 — Останній апач (Gunsmoke: The Last Apache) — Бодін
- 1991 — Подвійний удар (Double Impact) — Френк Ейвері
- 1992 — Газонокосар (The Lawnmower Man) — Террі Маккін
- 1992 — Джин без пляшки (Wishman) — Джин
- 1993 — Армія одинака (Army of One) — шериф Сепеда
- 1993 — Повернення немає / Point of No Return
- 1993 — Тільки Сильний (Only the Strong) — Керіган
- 1993 — Людина без обличчя (The Man Without A Face) — Вейн Старк
- 1999 — Тітон (Цілком таємно) (Tithonus (The X-Files)) — Алфред Фелліг
- 2001 — Ігри розуму (Mind Games) — Мелвін Рівз
- 2002 — Крутий хлопець (The New Guy) — містер Зейлор
- 2004 — Блуберрі (Blueberry) — Грег Салліван
- 2005 — Вигнані дияволом (The Devil's Rejects) — Рой Салліван
- 2008 — Шанс китайця (Chinaman's Chance) — Льюїс
- 2009 — М'ясник (The Butcher) — Нейлор